# Four Anniversaries

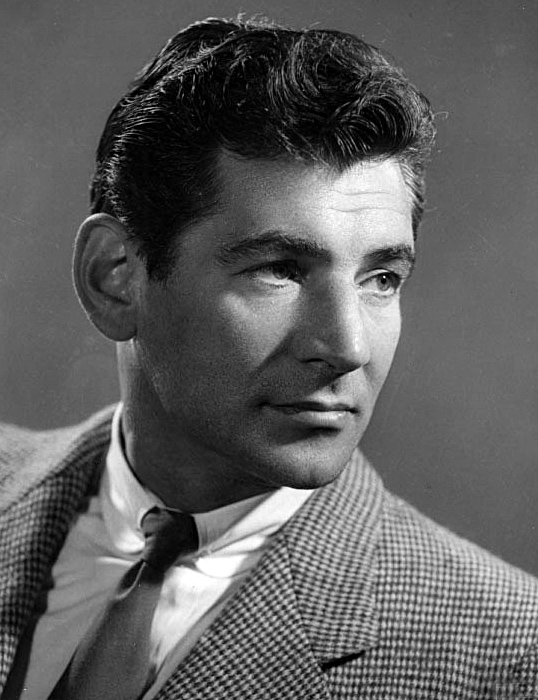
Leonard Bernstein

Four Anniversaries est un morceau pour piano été composé en 1948 par le compositeur américain Leonard Bernstein. Il comprend quatre mouvements, chacun d'eux écrit pour une personne différente, mais toutes proches de Bernstein. Leonard Bernstein a composé quatre autres œuvres utilisant le même concept : Seven Anniversaries (1943), Five Anniversaries (1948–1951), Two Anniversaries (1965), et Thirteen Anniversaries (1988). Chaque mouvement est composé en l'honneur de l'anniversaire de différentes personnes, telles Serge Koussevitzky, Paul Bowles, William Schuman, Stephen Sondheim, et Aaron Copland. Le Four Anniversaries est dédié à Felicia Montealegre, Johnny Mehegan, David Diamond, et Helen Coates.

## Mouvements
1. Pour Felicia Montealegre (6 février 1922). Le premier mouvement a été écrit pour Felicia Montealegre, l'épouse de Leonard Bernstein, une actrice chilienne. Marqué Tranquillo: piacevole puis Pochiss. Piu mosso (ce qui signifie « un petit peu plus vite »), il commence piano et finit sur un pianississimo qui prépare le mouvement suivant.
2. Pour Johnny Mehegan (6 juin 1920). Le second mouvement est dédié à Johnny Mehegan, un pianiste de jazz. Marqué Agitato: scherzando, ce mouvement a le caractère ludique d'un scherzo et le rythme syncopé qui évoque une improvisation de jazz. Pour équilibrer le premier mouvement, il commence pianississimo là où le premier mouvement s'arrête et se termine pianissimo.
3. Pour David Diamond (9 juillet 1915). Le troisième mouvement a été composé pour David Leo Diamond, lui aussi un compositeur bien connu. « Sa musique était caractérisée par ses structures classiques et un profond sens mélodique »[1]. Ce mouvement évoque le style de Diamond. Il contient une ligne mélodique très intense et est marqué pour cela Andantino. Cette ligne mélodique peut être reliée au premier mouvement. Comme les deux précédents mouvements, ce mouvement commence doucement à partir du piano et se termine pianissimo.
4. Pour Helen Coates (19 juillet 1899). Helen Coates était une amie de longue date de Leonard Bernstein. Elle avait été son professeur de piano lorsqu'il était enfant et était devenue plus tard sa secrétaire personnelle. Le dernier mouvement est le plus long et le plus difficile techniquement, il commence et se termine sur un forte.